# Gaz naturel comprimé
Pour les articles homonymes, voir GNC.

Étiquette pour appareil de distribution GNC en France.

Le gaz naturel comprimé (abrégé en GNC)  est du gaz naturel utilisé comme carburant pour les véhicules à moteur comme les automobiles, les autobus ou les camions. Il est stocké sous pression dans des réservoirs spécifiques du véhicule, généralement à une pression de l'ordre de 200 bars.
Tout comme le gaz naturel liquéfié (GNL), il s'agit d'un gaz naturel pour véhicules. La différence étant que le gaz naturel est stocké sous sa forme comprimé dans le cas du GNC, et sous sa forme liquide à température cryogénique de l'ordre de −160 °C dans le cas du GNL.
Lorsque le gaz naturel comporte du biométhane produit par des installations de méthanisation, par exemple des usines de traitement des ordures ménagères, des stations d'épuration, ou des digesteurs agricoles, on parle alors bioGNC.
Pour la France et depuis octobre 2018, en application de la directive européenne 2014/09/UE, en plus de la dénomination usuelle de GNC, un logo normalisé sous forme de diamant avec le sigle Anglais CNG est apposé sur le dispositif de distribution.

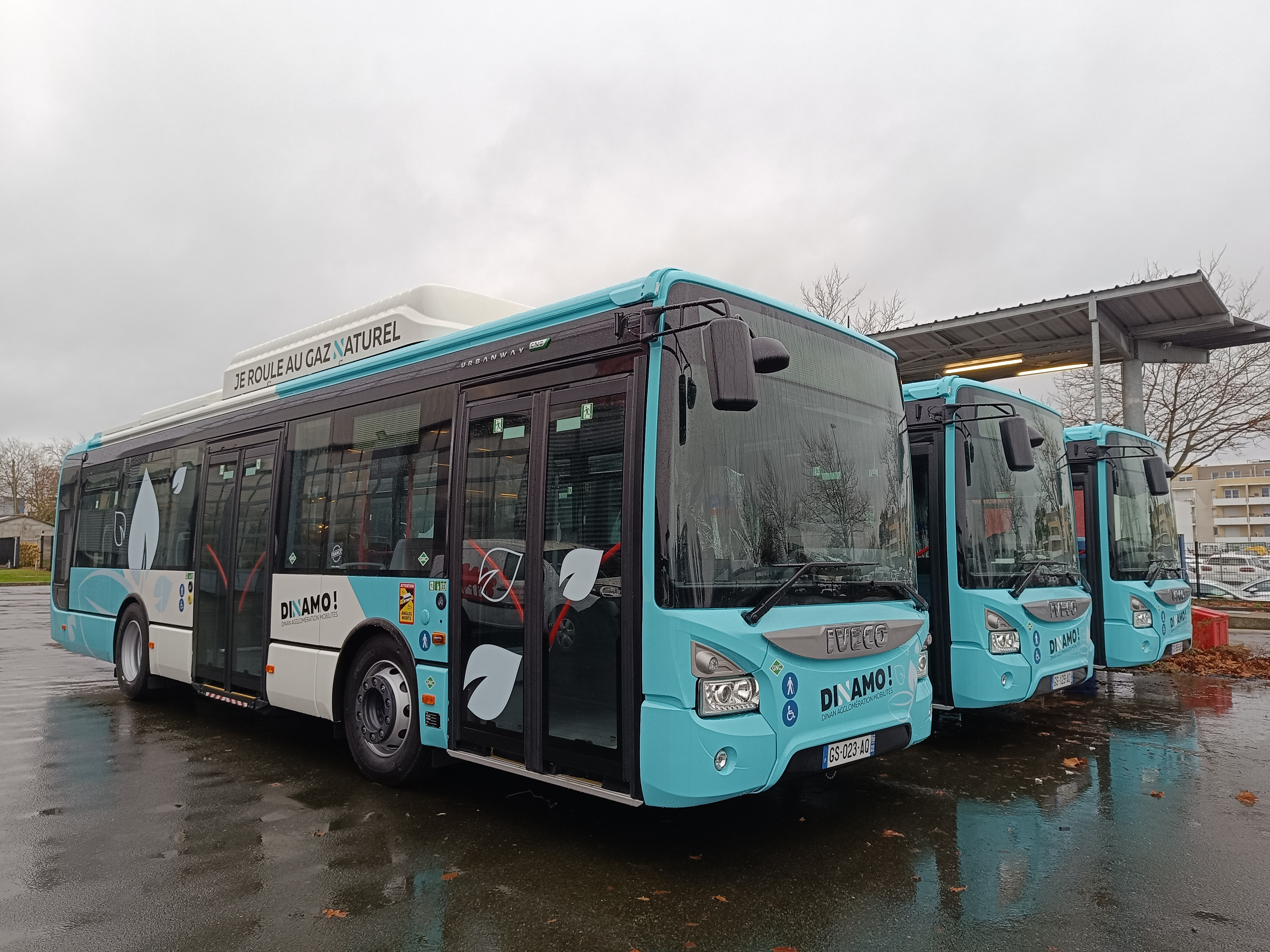
Autobus Iveco Urbanway 10 roulants aux GNC. Le gaz est stocké dans des réservoirs sur le toit.